# ابومصعب الزرقاوی
ابو مُصعَب الزرقاوی با نام اصلی أحمد فاضل النزال الخلایله (۲۰ اکتبر ۱۹۶۶ – ۷ ژوئن ۲۰۰۶) مسلمان اردنی تبار که در افغانستان، اردویی برای تعلیم شبه‌نظامیان راه انداخت و پس از رفتن به عراق و رهبری القاعده عراق و به مسئولیت گرفتن تعدادی بمب‌گذاری، در سال ۲۰۰۶ در زمان جنگ عراق کشته شد. او در برهه‌ای سه‌ساله خونبارترین حملات علیه نیروهای آمریکایی و شیعیان را در عراق انجام داد و در سال‌های اولیه حضور آمریکا در جنگ عراق، فعال‌ترین تروریست میدان بود.
او در سال ۱۹۹۹ جماعت توحید و جهاد را بنیان گذاشت و رهبری آن را تا زمان مرگش در ژوئن ۲۰۰۶ برعهده داشت. وی طی پخش نوارهای ویدئویی مسئولیت چندین عملیات تروریستی از جمله کشتن شهروندان و غیرنظامیان مختلف در عراق را به عهده گرفت. زرقاوی مخالف حضور آمریکا و نیروهای غربی در جهان اسلام بود. در اواخر سال ۲۰۰۴ او به اسامه بن لادن و القاعده پیوست و از این پس جماعت توحید و جهاد، القاعده عراق نامیده شد و زرقاوی توسط القاعده ملقب به «امیر القاعده در کشور بین‌النهرین» شد.
در سپتامبر۲۰۰۴ و پس از سرکوب شبه‌نظامیان سنی در تلعفر توسط دولت عراق، زرقاوی علیه شیعیان در عراق اعلان جهاد کرد. در این زمان او تعداد زیادی بمب‌گذاری انتحاری در مناطق شیعهنشین و همچنین علیه نیروهای آمریکایی اجرا کرد. همچنین او مسئول بمب‌گذاری در سه هتل در امان است.
ابومصعب الزرقاوی در ۷ ژوئن ۲۰۰۶ در هشت کیلومتری شمال شهر بعقوبه در شمال بغداد پایتخت عراق به دست نیروهای آمریکایی کشته شد. سپس ابوحمزه المهاجر که به ابوایوب المصری نیز شهرت دارد، جانشین وی در عراق شد.
- ایمن الظواهری
- ابوحمزه المهاجر